# سیارک ۴۰۴۴۰
سیارک ۴۰۴۴۰ (به انگلیسی: 40440 Dobrovsky، نامگذاری:1999RU34) چهل هزار و چهارصد و چهلمین سیارک کشف شده‌است که در ۱۱ سپتامبر ۱۹۹۹ کشف شد.